# Ruhlsdorf (Marienwerder)
Ruhlsdorf ist ein Ortsteil der Gemeinde Marienwerder im Landkreis Barnim in Brandenburg mit etwa 500 Einwohnern. Es liegt westlich von Eberswalde und etwa 45 Kilometer nördlich vom Stadtzentrum Berlins. In der Nähe verläuft der Finowkanal mit der Schleuse Ruhlsdorf.

## Geschichte
In der Steinzeit gab es einen Siedlungsplatz in der Gemarkung des heutigen Ortes. Von 1315 ist die älteste Erwähnung als Ruleuesdorpe (Rulevesdorpe) erhalten, von 1375 die eines Pfarrers.
Am 31. Dezember 2002 schloss sich Ruhlsdorf mit Marienwerder zu einer Gemeinde zusammen. 2017 wurde Ruhlsdorf als „Schönstes Dorf im Barnim“ gewählt.

## Sehenswürdigkeiten und Erholungsgebiete

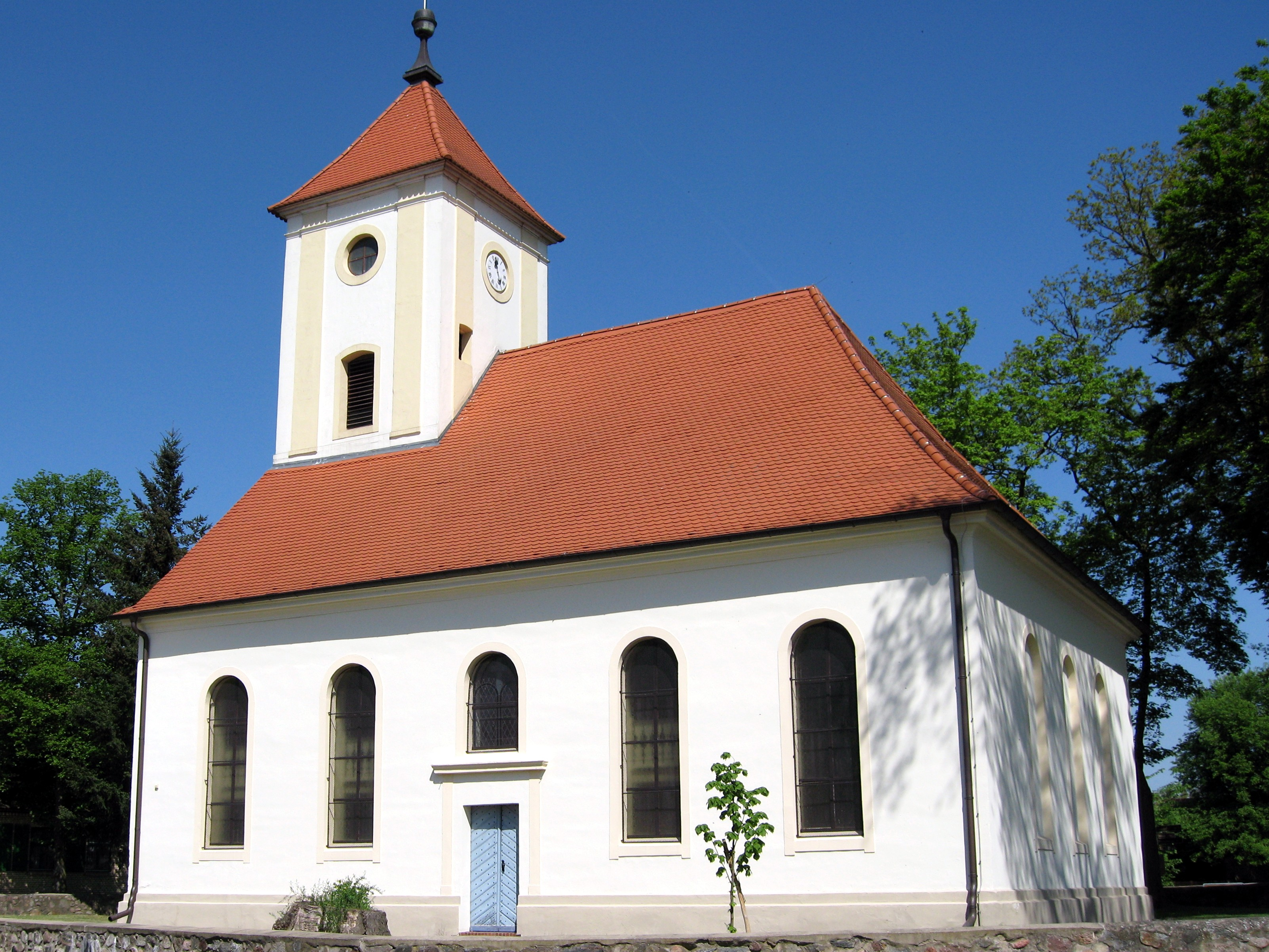
Dorfkirche

- Kirche von 1775, mit Ein-Zeiger-Uhr, Kanzelaltar aus dem frühen 18. Jahrhundert[2]
- Zeltplatz am Ruhlesee mit Wasserskianlage und Seilbahn
- Feriendorf „Dorado“ am Ruhlesee
- Badestrand am Bernsteinsee
- kleines Heimatmuseum in der alten Schule

## Persönlichkeiten
- Hermann Barth (1866–1946), Pfarrer in Ruhlsdorf von 1891 bis 1924 und Schriftsteller